# Richard Barry Bernstein
Richard Barry Bernstein (31 octobre 1923 - 8 juillet 1990) est un physico-chimiste américain. Il est principalement connu pour ses recherches sur la cinétique chimique et la dynamique des réactions par diffusion de faisceaux moléculaires et techniques laser.

## Biographie
Bernstein obtient son doctorat en chimie de l'Université Columbia en 1948.
Il est crédité d'avoir fondé la Femtochimie, qui jette les bases des développements de la femtobiologie. Il est élu membre de l'Académie américaine des arts et des sciences en 1970. Il reçoit la National Medal of Science et le Prix Willard-Gibbs, tous deux en 1989.
Bernstein subit une crise cardiaque à Moscou et est décédé peu de temps après à Helsinki, en Finlande, à l'âge de 66 ans.